# UEFA Champions League 2024-25
UEFA Champions League 2024-25 er den 70. udgave af det europæiske klubmesterskab i fodbold; den 33. udgave siden relanceringen af turneringen som UEFA Champions League.
Kvalifikationsrunderne blev spillet fra den 9. juli til den 28. august 2024, og ligaspil, knockoutfase og finale bliver afviklet fra den 17. september 2024 til den 31. maj 2025.
Finalen bliver spillet på Allianz Arena i München.
Real Madrid C.F. er forsvarende mestre.
Vinderen af turneringen kvalificerer sig automatisk til ligaspillet i turneringen i 2025-26 og skal spille mod vinderen af UEFA Europa League 2024–25 i 2025 UEFA Super Cup og bliver også kvalificeret til 2025 FIFA Club World Cup.
Finalen blev vundet 5-0 af Paris Saint-Germain over Inter Milan.